# The Ludlows
Pour les articles homonymes, voir Ludlow (homonymie).
The Ludlows est un groupe de musique irlandaise.

## Histoire
Le nom est dérivé de la chanson de Woody Guthrie Ludlow Massacre, le massacre de Ludlow.
Formé en 1964, et initialement appelé Ludlows Ballad Group, puis Ludlow Trio, il est composé de Sean Loughran, de Carrick-on-Suir, Paddy Roche et Margaret O'Brien. Margaret O'Brien est membre de la Radio Éireann Choral Society, où elle préférait chanter en irlandais. Loughran passe quelques années en Écosse où il apprend la musique folklorique écossaise. L'année suivante, le dublinois Jim McCann prend la place de Paddy Roche.
En juillet 1965, il a un succès avec The Butcher Boy (une variation de A Brisk Young Sailor Courted Me et enregistre Yesterday's Dream. À cette époque, il est en tournée en Irlande et en Grande-Bretagne et apparaît à la télévision et à la radio. En 1966, il est le premier groupe folk irlandais à être numéro un en Irlande avec The Sea Around Us de Dominic Behan, qui est à la première place pendant quatre semaines. Il enchaîne avec sa propre composition satirique, Johnny Lad. Il présente deux chansons pour représenter l'Irlande au Concours Eurovision de la chanson 1966, dont l'une, The Wind Through the Rafters arrive en deuxième position. Il enregistre un album, The Wind and the Sea, chez Pye Records.
En 1967, Gerry Cairns remplace Sean Loughran. Le groupe se sépare fin 1967. Margaret O'Brien et Jim McCann se lancent dans une carrière solo. McCann rejoint The Dubliners. Gerry Cairns part en Écosse.